# Marianne Manda
Marianne Manda (* 17. Januar 1943 in Kempten (Allgäu)) ist eine zeitgenössische deutsche bildende Künstlerin, Aktionskünstlerin, Schriftstellerin und archäologische Zeichnerin. Sie lebt und arbeitet in Kempten und Kairo.

## Leben
Nach ihrer Ausbildung zur Teilkonstrukteurin für Maschinenbau und zur Garten- und Landschaftsplanerin (1959 bis 1977) studierte Marianne Manda von 1978 bis 1982 Freie Malerei und Graphik an der Akademie der bildenden Künste in München bei Mac Zimmermann. Danach erhielt sie das Arge-Alp-Stipendium des Bayerischen Kultusministeriums München und war Meisterschülerin bei Robin Page. 1984 erhielt sie das Diplom für Freie Malerei und Grafik der Kunstakademie München.
Seit 1984 arbeitet Marianne Manda zeitweise als Dokumentationszeichnerin auf Ausgrabung des Deutschen Archäologischen Instituts Berlin, unter anderem in der Türkei, Syrien, Jemen, Vereinigte Arabische Emirate und Äthiopien. Sie war Gastdozentin an der Universität Ankara, Girnavaz-Grabung, Türkei, für wissenschaftliches Zeichnen. 1985–88 hatte sie einen Lehrauftrag für freies und wissenschaftliches Zeichnen, Fachhochschule Kempten.
1989 erwarb sie ein Lehmhaus in Rawda, einem Vorort von Sanaa/Jemen und wohnte und arbeitete dort bis 1992. 1999 baute sie ein Haus in Aden am Indischen Ozean und verlegte ihren Wohnsitz bis 2013 dorthin. Seit 1987 pendelt Marianne Manda zwischen ihren Wohnsitzen und Ateliers in den Ländern des Nahen Ostens und Deutschland. Es folgen seit 2011 Aufenthalte in Ägypten und monatelange Frachtschiffreisen und Weltumrundungen.
Marianne Manda verwirklichte zahlreiche Ausstellungen und Projekte in Europa und im außereuropäischen Ausland. Ihr künstlerisches Schaffen umfasst Grafiken, Gemälde und Performances. Es ist geprägt von den vielen Aufenthalten im Nahen Osten und anderen Ländern und Arbeitsaufenthalten auf Grabungsstätten.
In der Zeit von 1990 bis 2007 hatte sie Lehraufträge als Assistentin, Radierklasse, Internationale Sommerakademie der bildenden Künste, Salzburg. In den Jahren 2008 bis 2010  war Manda Dozentin für Malerei und Graphik, Internationale Sommer Akademie der bildenden Künste, Hortus Niger, Halbenrain, Österreich. 2012/13 hatte sie eine Gastprofessur für Malerei und Graphik an der 6. Oktober-Universität, Kairo
und 2016/17 eine Gastprofessur für Malerei und Graphik Die Sprache der Bilder an de 6. Oktober-Universität Kairo.
Seit 2019 ist Marianne Manda wieder schriftstellerisch tätig. In ihren Büchern schreibt sie einerseits autobiografisch über ihr Leben und Arbeiten als Künstlerin und archäologische Zeichnerin in arabischen Ländern und andererseits über Menschen aus diesen Ländern.
Marianne Manda ist seit 2012 mit dem Philosophen Georg Meggle verheiratet. 2018 erhielt sie den Carsten-Niebuhr-Preis der Deutsch-Arabischen Gesellschaft.

## Ehrungen und Auszeichnungen

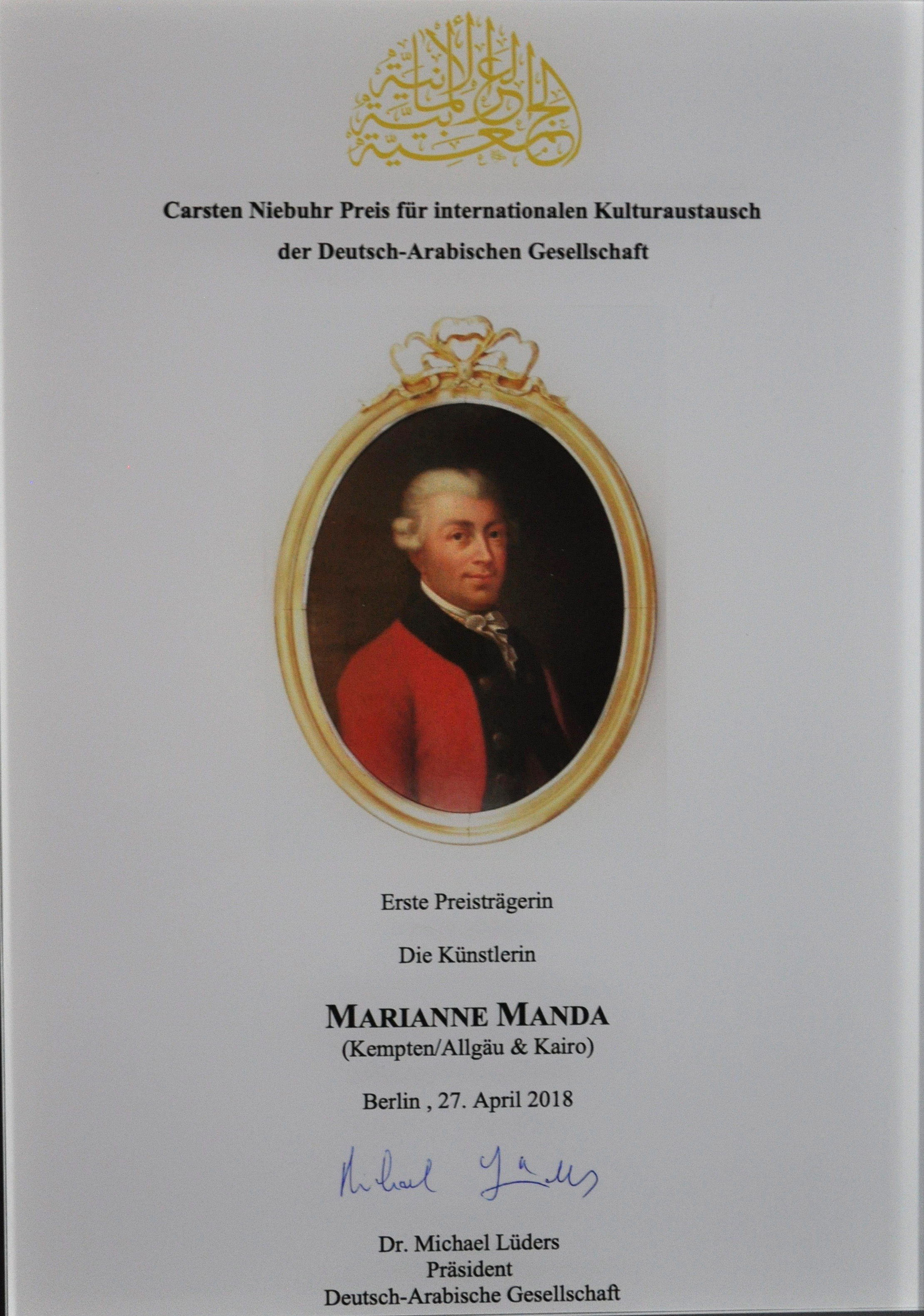
Urkunde zum Carsten-Niebuhr Preis 2018

- Urkunde zum Carsten-Niebuhr Preis 20181991 Förderung des Senats für kulturelle Angelegenheiten, Berlin, Künstlerbuch Der zarte innere Kompass[5]
- 1992: Graphik-Preis[6], Stadt Senden[7]
- 2007: Slavi Soucek-Preis, Landesregierung Salzburg[8]
- 2010: „Moderne Kalligraphie“, 4. Internationale Kalligraphie[9], Biennale Sharjah, Vereinigte Arabische Emirate
- 2014: Großer Schwäbischer Kunstpreis der Stadt Augsburg
- 2018: Carsten-Niebuhr Preis[10] der Deutsch-Arabischen Gesellschaft Berlin[11]

## Ausstellungen (Auswahl)
- 1986: Lebensraum, Rauminstallation, Zeichnungen, Galerie Urnina, Goetheinstitut, Damaskus/Syrien
- 1986: Galerie Müssiggengel-Zunfthaus, Zeichnungen, Collagen, Kempten
- 1987: Lebensraum, Rauminstallation, Zeichnungen, Frauenkulturzentrum, München
- 1988: Gallery No 1, Zeichnungen und Radierungen, Sanaa/Jemen
- 1988: Krezweg, Rauminstallation, Zeichnungen und Objekte, Börsensaal im Kornhaus, Kempten
- 1989: Kreuzweg, Rauminstallation, Zeichnungen und Objekte, Frauenkulturzentrum, München
- 1990: Schwarz Weiss, Ja Nein, Heiss Kalt, Rauminstallation, Zeichnungen, Objekte, St. Virgil, Salzburg
- 1990: Abendland Morgendland, Rauminszenierung mit Bildern, Radierungen, Musik/Geräusche, Düfte, Alte Münze, Kempten
- 1991: Abendland Morgendland, Rauminszenierung mit Bildern, Radierungen, Musik/Geräusche, Düfte, Prähistorische Staatssammlung, München[12]
- 1992: Staatsbibliothek, Radierungen, Haus der Kultur – Beit Al Thaqafa, Sanaa/Jemen[13]
- 1994: Von Raben und Menschen, Rauminszenierung, Bilder und Objekte, Börsensaal im Kornhaus, Kempten[14]
- 1995 WASSERGLUT, Feuerinstallation, Großer Garten, Dresden[15]
- 1996: Introvers Extrovers, Radierungen, Galerie im Hörsaalbau, Universität Leipzig[16]
- 1996: Zeitraum, Arbeiten auf Papier, Universität des Saarlandes, Saarbrücken
- 1996: Human – Relikte, imaginäre Beziehungen, Transformance, Archäologischer Park Cambodunum, Kempten
- 1997: Kantensprünge, Grafik, Zentrum für Interdisziplinäre Forschung, Bielefeld
- 1998: Introvers Extrovers, Hadda Gallery, Bilder und Feuerinstallation, Sanaa/Jemen
- 1998: Trunkenes Schiff, Zeichnungen, Objekt, Plauener Bahnhof, Dresden
- 1999: Magma, Feuerinstallation zu Ebbe und Flut, Golf von Aden / Jemen
- 2001: Weilakum! (Wehe Euch!) Provinz Marib, Wadi Joufaynah / Jemen
- 2003: Geheime Botschaften, Deutsche Haus e.V., Radierungen und Installation[17]
- 2003: Linie und Schwung, Radierungen, Haus der Kultur – Beit Al Thaqafa, Sanaa / Jemen
- 2007: Galerie im Traklhaus, Radierungen, anlässlich des Slavi Soucek-Preises der Salzburger Landesregierung, Salzburg[18]
- 2007: Geheime Botschaften, im Garten am Großen Minarett, Radierungen und Installation im Minarett mit Kräutern, Aden / Jemen
- 2007: … Des Grases Blumen, Rauminstallation und Performance, Musik Nane Frühstückl, Kunsthalle Kempten
- 2008: … Des Grases Blumen, Rauminstallation, Musik Nane Frühstückl, Galerien der Stadt Salzburg
- 2008–2018: Ausstellungsbeteiligung bei den Internationalen Kalligraphie Biennalen, Sharjah, Vereinigte Arabische Emirate[19]
- 2009: Ein Fest der Linie, Radierungen, Tafelhaus Kempten 4. Internationalen Kalligraphie Biennale Sharjah / Vereinigte Arabische Emirate
- 2011: Vom Verschwinden des Schattens – Archäologische Zeichnungen, Altstadthaus, Kempten
- 2012: Pfade – Vergangene, Gegenwärtige, Zukünftige, Zeichnungen und Druckgrafik, Universitätsbibliothek der 6. Oktober Universität, Kairo[20]
- 2013: … Und andere Welten, Rauminstallation mit Zeichnungen, Druckgraphik und Objekten, Kreuzherrnsaal, Memmingen[21]
- 2014: Selections, Druckgrafik, Scherenschnitte, archäologische Zeichnungen, 6. Oktober-Universität, Culture and Science-City, Kairo
- 2015: Gaia schläft, Installation im Stadtpark, Objekte und Musik, Kunstnacht Kempten
- 2016: Fruits of Heritage, Scherenschnitte, University of Sharjah, Sonderausstellung der 4 Preisträger zur 5. Internationalen Kalligraphie Biennale, Sharjah, V.A.E.
- 2016: World Theatre, Zeichnungen, Radierungen, Kairo Opera House, Music Library, Cairo[22]
- 2017: Botschaften und Träume, Zeichnungen und Radierungen, Kulturzentrum Marokkanische Botschaft, Berlin
- 2017: Terra Nostra, Zeichnungen, Stadtgalerie Museumspavillon Salzburg[23], Präsentation des Kunstbandes "Marianne Manda Graphik & Aktionen 1978–2018", Edition Tandem, ISBN 978-3-902932-83-9
- 2017: Ptolemäus und Ich, Installation im Residenzhof Kempten mit 39 gemalten Bildern, Kempten[24]
- 2018: Tier. Mensch. Zeichen., Zeichnungen, Radierungen, Scherenschnitte, Kunsthalle Kempten
- 2021: The Tender Inner Compass, Drawings, Etchings, Papercuts, access art space, Cairo
- 2023: Lark and Nightingale, Papercuts-Siluettes, DEO Cairo
- 2023: Lerche und Nachtigall, Scherenschnitte, vertont, Berchtoldvilla Salzburg

## Bücher
- 2019: Weihrauch, Khat und Pfeffer – Erinnerungen an den Jemen, ISBN 978-3-904068-04-8
- 2020: Mit Löwen und Göttinnen an den Ufern des Euphrats – Erinnerungen an Syrien, ISBN 978-3-904068-09-3
- 2021: Der Atem Kairos – Deutsch/Arabisch, ISBN 978-3-904068-48-2